# عبد الله صالح كامل
عبد الله صالح كامل (1 يناير 1966) رجل أعمال سعودي، ورئيس مجلس إدارة الغرفة التجارية في مكة المكرمة من سبتمبر 2022، كما يشغل العديد من المناصب من بينها: رئيس مجلس إدارة شركة دلة البركة القابضة.

## التعليم
- حاصل على بكالوريوس في الاقتصاد من «جامعة جنوب كاليفورنيا» عام 1986م.[3]

## العمل والمناصب
- انتخب رئيساً لمجلس إدارة غرفة مكة المكرمة في الدورة 21 بالإجماع للفترة (1444- 1448هـ).[4]
- رئيس مجلس إدارة مجموعة البركة المصرفية من يونيو 2020.[5]
- انتخب رئيساً للمجلس العام للبنوك والمؤسسات المالية الإسلامية في سبتمبر 2020.[6]
- رئيس مجلس إدارة شركة عسير من أكتوبر 2019.[7]
- رئيس مجلس أملاك للتنمية والتمويل العقاري.
- رئيس مجلس إدارة مؤسسة عكاظ للصحافة والنشر.[8]
- نائب رئيس مجلس إدارة مدينة الملك عبد الله الإقتصادية (إعمار).
- شغل منصب نائب الرئيس لقطاع الأعمال في مجموعة دلة البركة حتى عام 1999م.[9]